# Edgar Alwin Payne
Edgar Alwin Payne (1 de marzo de 1883 - 8 de abril de 1947) fue un pintor impresionista estadounidense. Era conocido como un gran paisajista y muralista del oeste.

## Comienzos

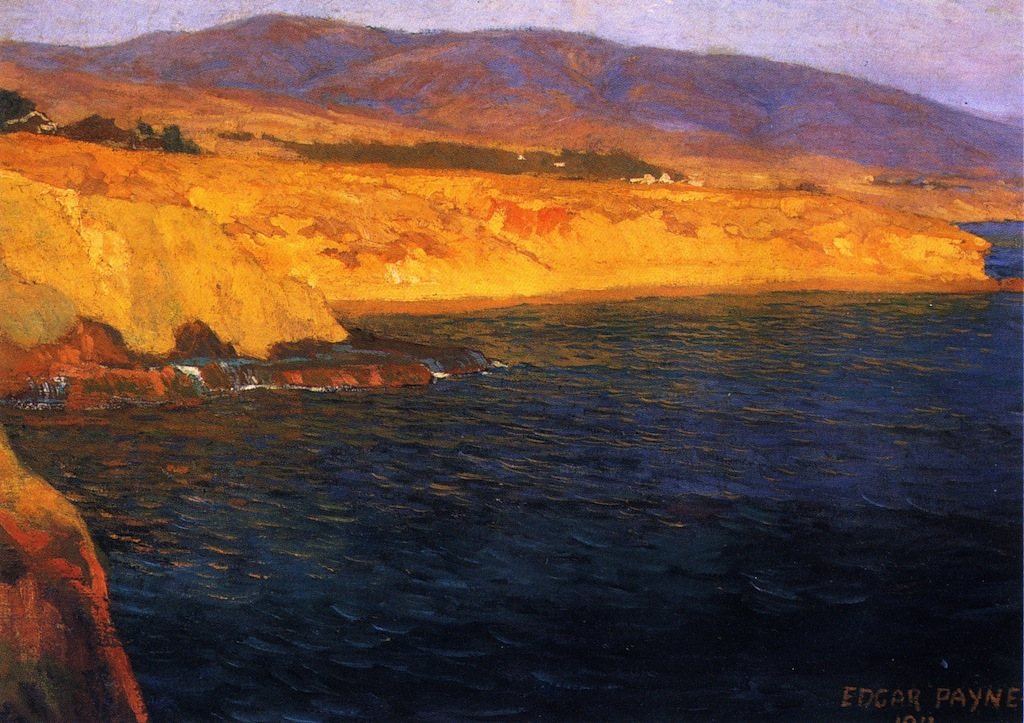
Edgar Payne - Laguna Beach Coast

Payne nació cerca de Cassville, Condado de Barry, Misuri, en el corazón de la meseta de los Ozarks. Cassville está en el suroeste de Misuri, cerca de la frontera con Arkansas. Según el censo estadounidense de 1900, residía con sus padres, sus dos hermanas y sus cinco hermanos en Prairie Grove, condado de Washington, Arkansas; su padre, nacido en Alabama, trabajaba como carpintero. La ocupación de Edgar también figuraba como "carpintero, aprendiz".
Posteriormente Payne pintaba casas, letreros, retratos, murales y escenografías de teatros locales para pagar sus gastos. Viaja a través de los Ozarks y después por el sureste y el medio oeste. Finalmente acabó en Chicago y se matriculó para estudiar pintura de retratos en la Escuela del Instituto de Arte de Chicago. Permaneció sólo dos semanas en el instituto, encontrándolo demasiado estructurado. Prefería en cambio ser autodidacta, apoyándose en la práctica y en su propio sentido de la técnica.

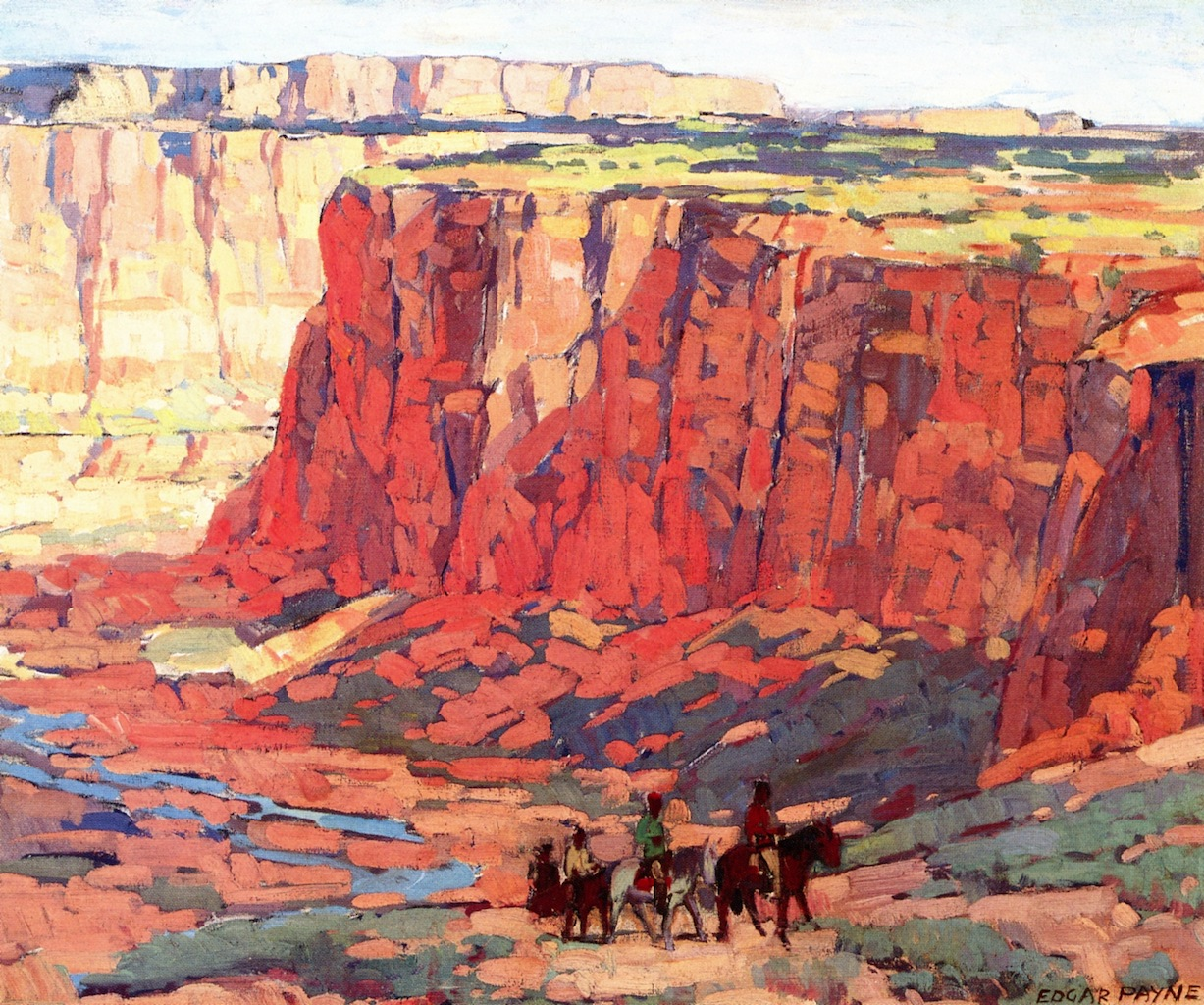
Edgar Payne - Canyon Riders

Con dificultades al principio, pronto expuso un grupo de obras de paisajes, pintadas en un pequeño caballete, en el Palette and Chisel Club. Durante este período también se dedicó al trabajo mural ocasional para complementar sus ingresos.
Llegó a California por primera vez en 1909, a la edad de 26 años. Pasó varios meses pintando en Laguna Beach y luego se dirigió a San Francisco. En San Francisco conoció a otros artistas, incluida la pintora Elsie Palmer (1884-1971). Regresó a California por segunda vez en 1911. Cuando regresó a Illinois ese otoño, descubrió que Elsie había aceptado un trabajo como artista comercial en Chicago. Esto consolidó su creciente interés mutuo. En la mañana del día de su boda, aproximadamente un año después, el 9 de noviembre de 1912, Edgar notó que la luz era "perfecta" e hizo que Elsie pospusiera la ceremonia hasta la tarde, para poderla pintar. Por suerte, como artista ella tuvo comprensión por sus prioridades.
Como pareja, se hicieron muy conocidos en el círculo artístico de Chicago. Elsie ayudó a Edgar con su trabajo mural y pronto tuvo una exposición en el Instituto de Arte de Chicago. Podría decirse que su mayor esfuerzo de colaboración ocurrió en 1914 con la llegada de su hija, Evelyn. Entre 1915 y 1918-19, Edgar mantuvo un estudio en Chicago en el Tree Studio Building en East Ohio Street.

## Grandes avances

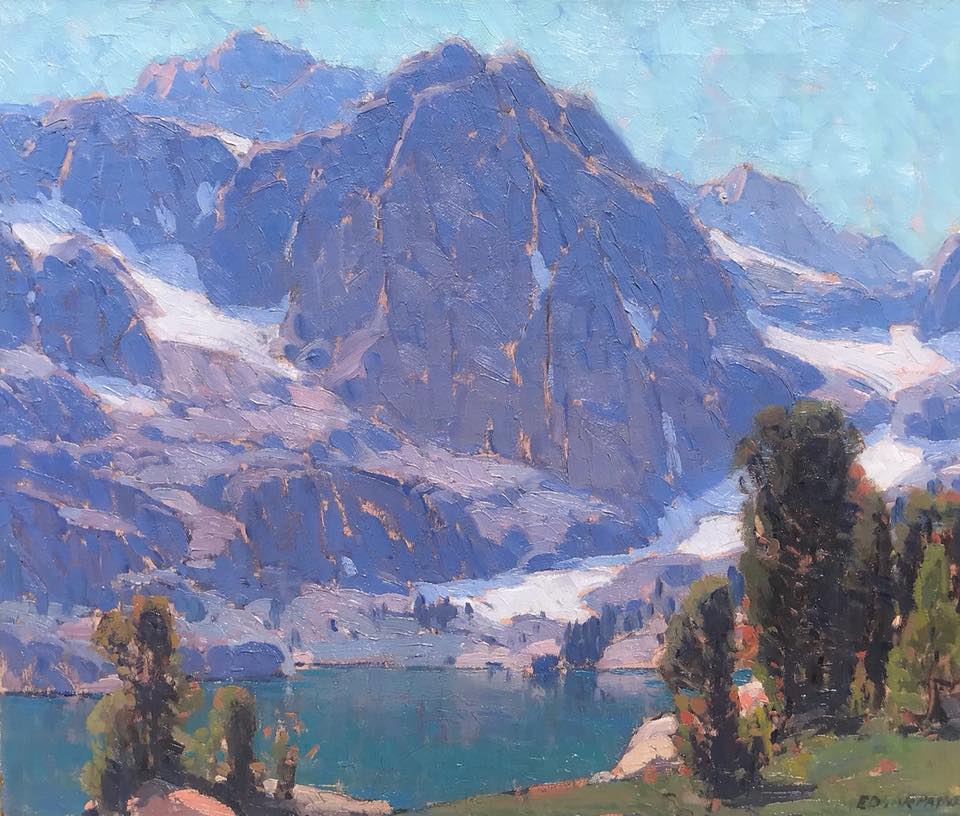
"Payne Lake" (Steven Stern Fine Arts)

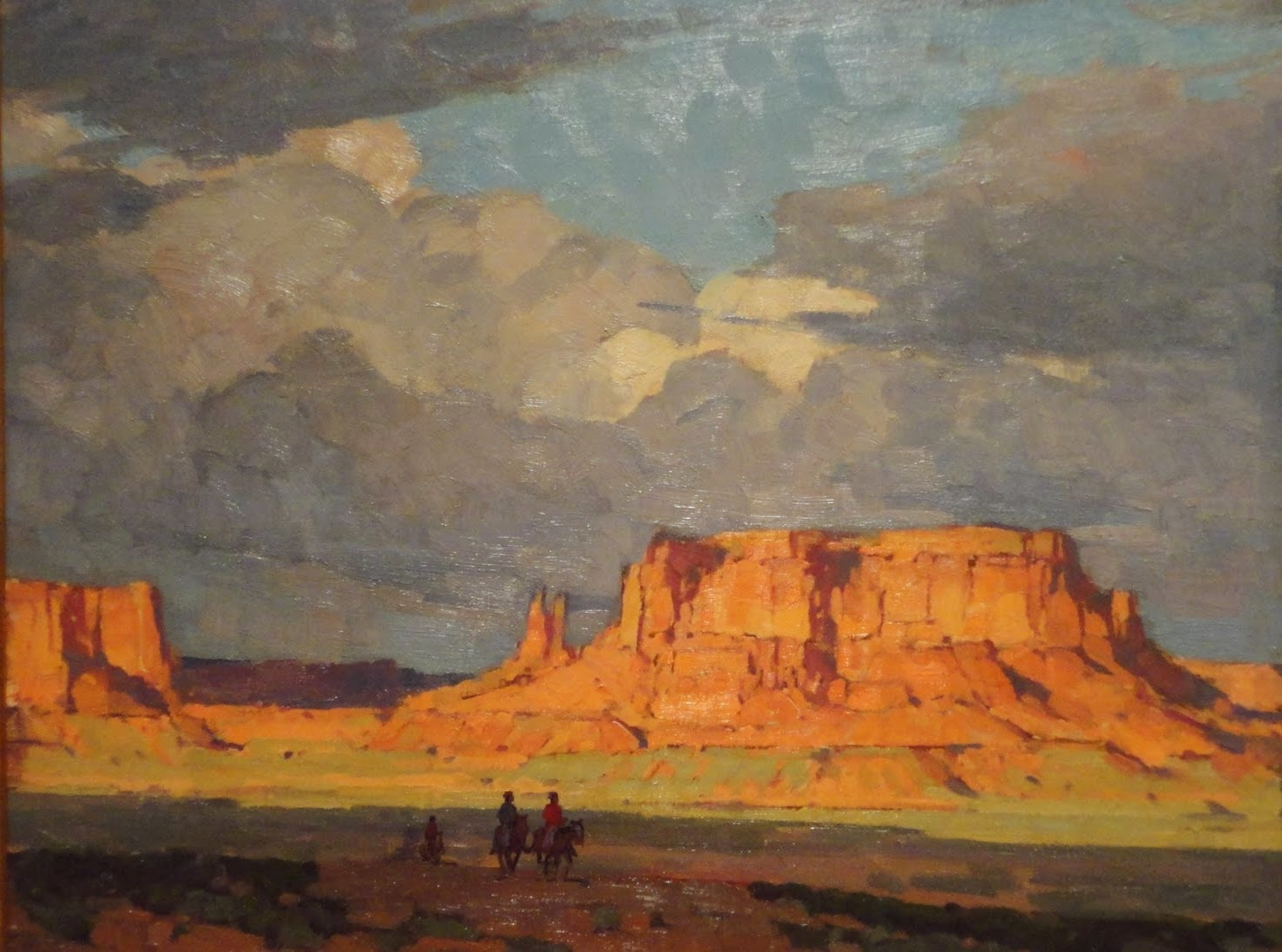
Edgar Payne - Riders in Monument Valley, Arizona

La primavera siguiente llevaron a su hija Evelyn a ver a sus abuelos maternos en San Francisco. También asistieron a la gran Exposición Internacional Panamá-Pacífico. Al año siguiente, Edgar hizo su primer viaje a las montañas de Sierra Nevada. Este viaje fue un gran momento de su vida, y Payne regresaría una y otra vez para pintar la Sierra. Estas pinturas siguen siendo una de las señas de identidad de su obra.
Obtuvo su primera comisión importante en 1917. En un intento por atraer el turismo, Atchison, Topeka y Santa Fe Railroad le pidieron que pintara en el suroeste, a lo largo del trayecto del ferrocarril desde Albuquerque hasta California. Este encargo no solo consolidó su reputación como artista, sino que también lo vinculó para siempre con el oeste de Estados Unidos. Aunque pintó en Europa, es sobre todo recordado por su trabajo en el área de Four Corners de la Reserva de la Nación Navajo, en Yosemite y en la costa de California. Ese mismo año, él y Elsie pasaron cuatro meses pintando, explorando y admirando el Cañón de Chelly. Esta zona, desde Taos, Nuevo México hasta el Gran Cañón, se convirtió en una de las dos principales inspiraciones de Payne durante los siguientes veinte años.
Los encargos del Ferrocarril de Santa Fe fueron una iniciativa de William H. Simpson, jefe del departamento de publicidad del ferrocarril. A partir de 1892, con Thomas Moran, Simpson intercambió viajes en tren, además de alojamiento en hoteles ferroviarios y comidas en restaurantes ferroviarios, y a veces incluso dinero en efectivo, por pinturas, fotografías, cerámica y joyas. Este esfuerzo duró décadas y convirtió al Ferrocarril de Santa Fe en uno de los mayores coleccionistas de arte del suroeste.

Cuando expiró la comisión del Santa Fe, la pareja regresó a San Francisco. Después Edgar recibió un encargo del Hotel Congress de Chicago para un gran mural sobre muselina. El mural debía cubrir varios pisos de los pasillos del hotel. Payne alquiló un almacén en Glendale, California y contrató a otros artistas, incluida Elsie, para ayudarlo a completar el mural.

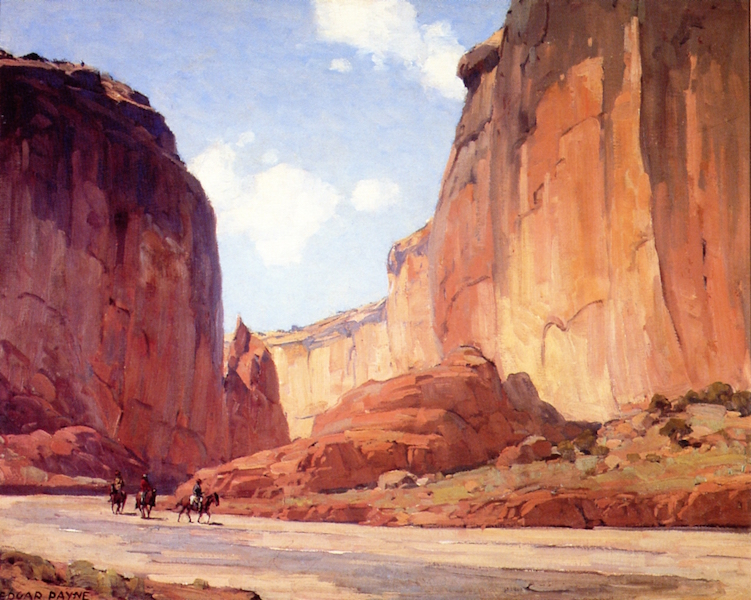
Cañón de Chelly

En 1918, Edgar y Elsie establecieron su hogar y estudio en Laguna Beach. Allí ayudó a organizar la Asociación de Arte de Laguna Beach y se convirtió en su primer presidente. Pasaron los siguientes cuatro años pintando a través del suroeste, en lugares como Canadian Rockies en la Columbia Británica y Alberta, Canadá, y luego exponiendo en el área de Los Ángeles. A veces, sus viajes incluían caminatas por el campo, en busca de lugares tranquilos de belleza agreste para pintarlos, a veces durante semanas. 

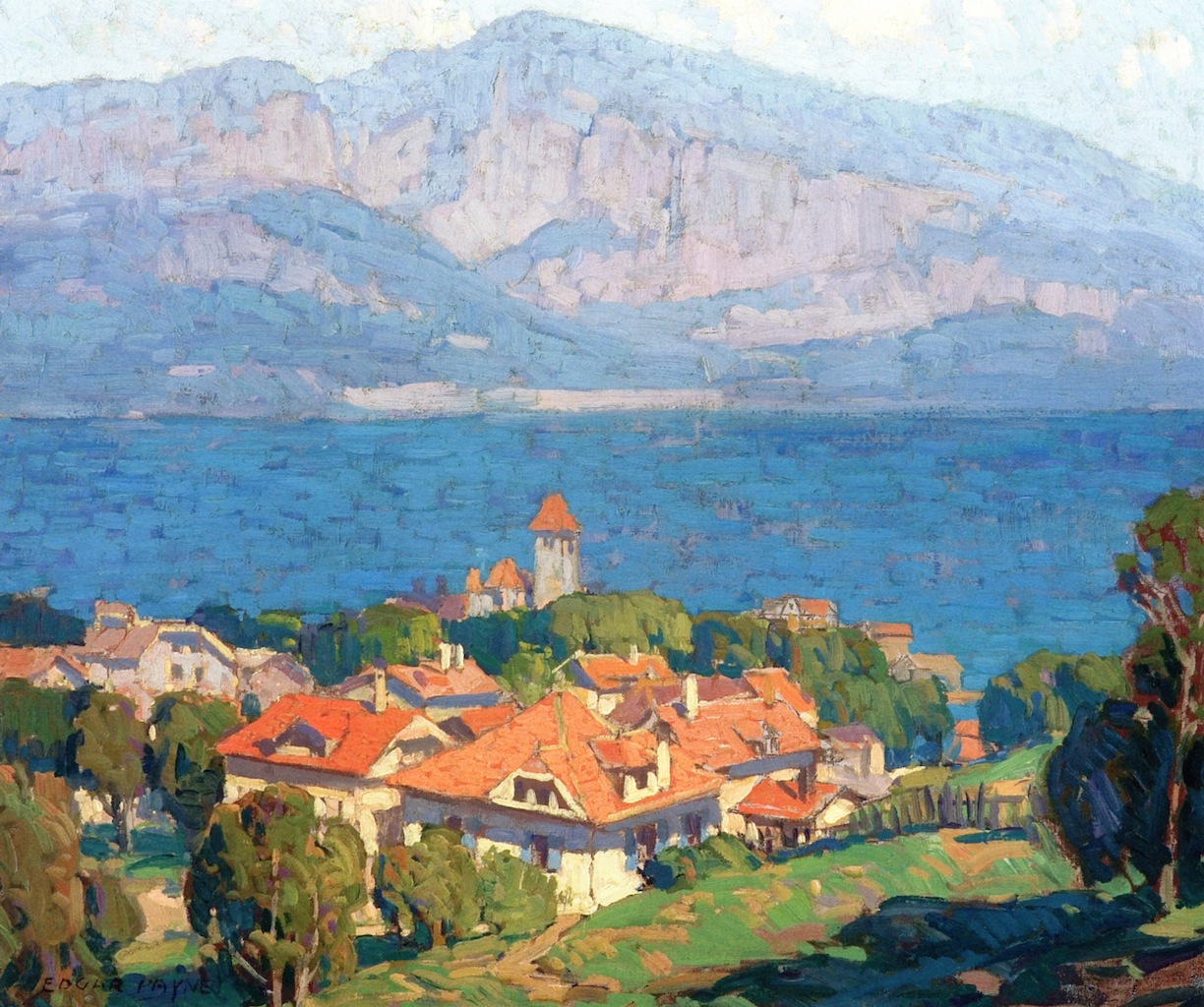
Edgar Payne - Swiss Village

Edgar expuso extensamente en California, incluidos sitios tan importantes como el California Art Club (1918-1921), la Feria Estatal de California (medalla de oro en 1918; medalla de plata en 1919), las Cannell & Chaffin Galleries (1920) y las Stendahl Galleries (1921-1922). Los Payne pasaron parte del verano de 1921 en la colonia de arte de California de Carmel-by-the-Sea, donde Edgar expuso su trabajo en la Decimoquinta Exposición Anual del Arts and Crafts Club local. Después de encontrar el éxito durante este período, realizaron una "gira de pintura" de dos años por Europa, 1922-1924. Pintaron en Bretaña, París, Provenza, Suiza y Venecia. Como era de esperar su lugar favorito de Europa fueron los Alpes, donde pintó el Gran Pico Blanco del Mont Blanc, al que el Salón de París otorgó "una mención de honor" en la primavera de 1923.

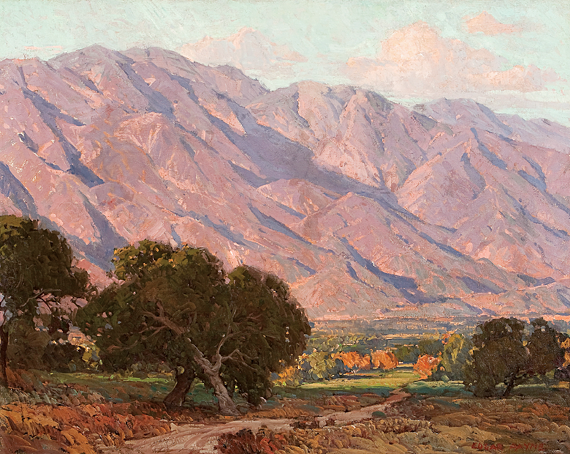
Las Colinas de Altadena

"The Great White Peak" está en la colección de Newport Harbor High School en Newport Beach, California. Esta pintura y otras formaron una colección de adquisiciones anuales en una exposición de arte patrocinada para familiarizar a los estudiantes de secundaria con los estilos de pintura y arte. La colección se olvidó y se distribuyó en varias oficinas (y armarios) en el distrito escolar. Su existencia fue redescubierta por el bibliotecario de la escuela John McGinnis, quien rastreó y restauró las 56 pinturas desaparecidas. La colección ahora se conoce como "La colección Ruth Stoever Fleming".
Al regresar a EE. UU. en el otoño de 1924, los Payne primero se quedaron en Chicago, luego regresaron a Laguna Beach y luego a Nueva York en 1926. Siempre en movimiento, pintaron en Arizona, California, las Sierras de California, Connecticut, Nuevo México, Nueva York y Utah. Pasaron los veranos recorriendo el país, pintando sobre la marcha. También regresaron a Europa en 1928 para pintar los puertos de Bretaña y Chioggia. El verano siguiente pintaron Lake Louise, Alberta.

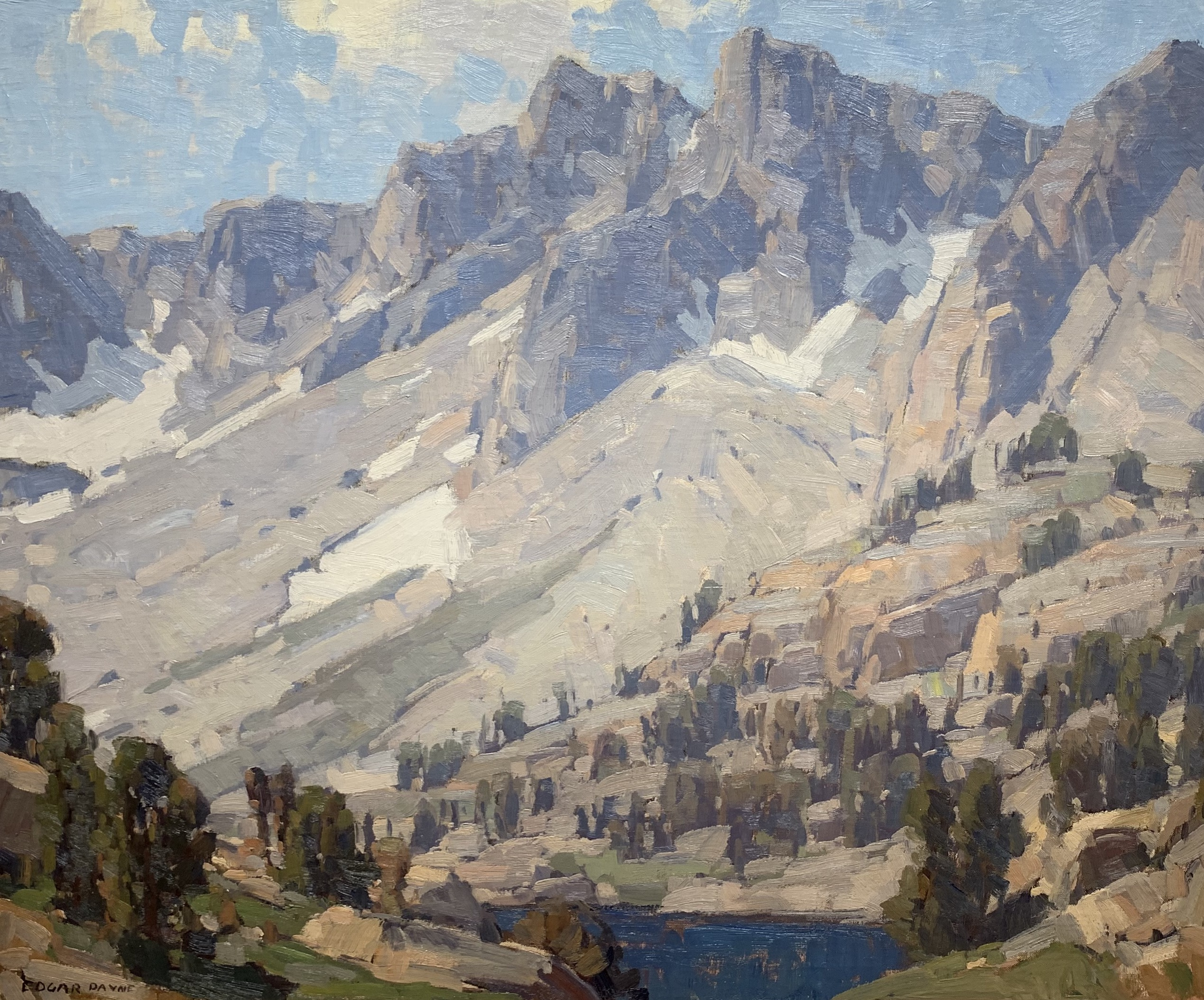
"Sierra Lake" Steven Stern Bellas Artes

## Últimos años
Después del colapso financiero de 1929 y la subsiguiente Gran Depresión, los encargos no llegaron tan fácilmente, por lo que los Payne regresaron al sur de California de manera más permanente, comprando una nueva casa-estudio en Los Ángeles en 1932. Durante este tiempo, Evelyn se casaría y Edgar y Elsie se separarían ese mismo año. Edgar se trasladó a Hollywood, a una pequeña casa estudio en Seward Street. Sin embargo, pasaba gran parte de su tiempo en las montañas de Sierra Nevada de California, pintando su tema favorito.

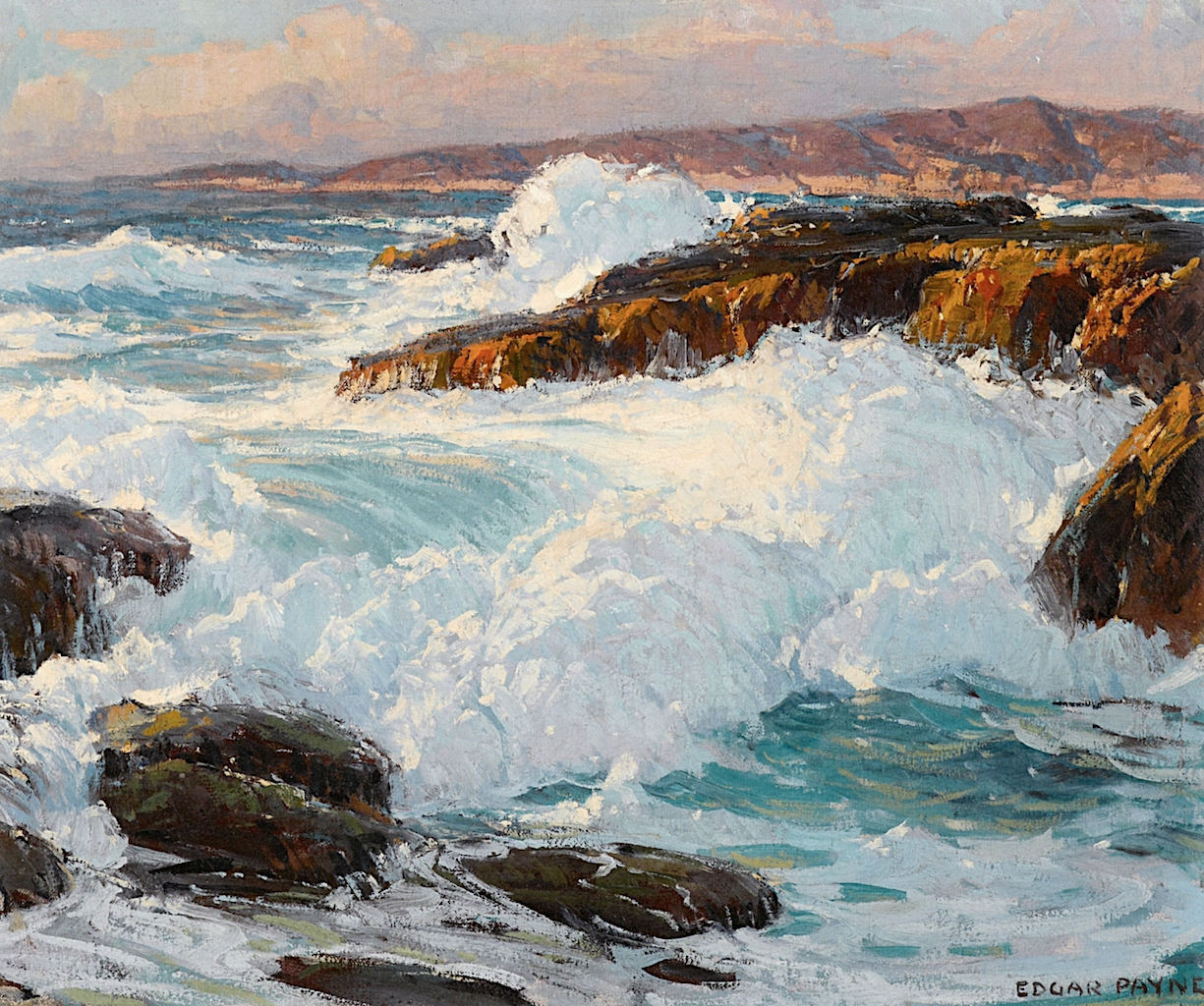
Alto oleaje a lo largo de la costa de la laguna

Su obsesión de toda la vida por las Sierras lo llevaría a producir una película documental, “Sierra Journey”. En 1941 escribió "Composición de pintura al aire libre", un libro completo sobre las formas de composición. El libro también explica las técnicas de pintura de paisajes, el color, la repetición, el ritmo y la gradación. La impresión de la séptima edición de la obra se completó en 2005.
Después de una separación de 14 años, Elsie regresó a su casa para ayudar a Edgar en 1946, al enterarse de que tenía cáncer y se quedó con él hasta su muerte, el 8 de abril de 1947.
Hay una escultura de bronce de Edgar en el Museo de Arte de Laguna Beach, realizada por Elsie en 1952. Después de su muerte ella defendió su obra hasta que su propia salud y la degradación de la vista la obligaron a parar en 1959. Se mudó con Evelyn y su esposo en 1969 a Minneapolis. Elsie murió el 17 de junio de 1971.
Se pueden encontrar obras de Payne de puertos italianos, de los Alpes, pero Edgar Alwin Payne es más recordado por su obra sobre los territorios de los indios americanos del área de Four Corners y, por supuesto, las pinturas de sus amadas Sierras. En las Sierras, en lo alto de Humphrey's Basin, se encuentra el lago que lleva su nombre, el Payne Lake.
Su obra ha sido una gran influencia para Bill Wray, John Deckert y otros pintores.

## Colecciones de museos públicos
Las colecciones de museos públicos con las obras de Payne incluyen:
- Museo de Bellas Artes de Utah en la Universidad de Utah[7]
- Museo de Arte de Chicago
- Galerías de la Universidad de Nebraska
- Museo Fleischer (Scottsdale, Arizona)[8]
- Museo de Arte de Indianápolis[8]
- Museo de Arte de Laguna, California
- Colección de la Academia Nacional de Diseño
- Colección Nacional de Bellas Artes, Edificio del Senado (Washington D. C.)
- Instituto de Arte de Pasadena
- Museo de Arte de California de Pasadena
- Museo del Suroeste de Los Ángeles
- Museo de Arte de Springville, Springville, Utah[8]
- Museo de Arte Crocker, Sacramento, California
- Museo de Arte Weisman, Universidad de Minnesota, Minneapolis, Minnesota